# Paskenta
Paskenta – jednostka osadnicza w Stanach Zjednoczonych, w stanie Kalifornia, w hrabstwie Tehama.